# Casa Lluch

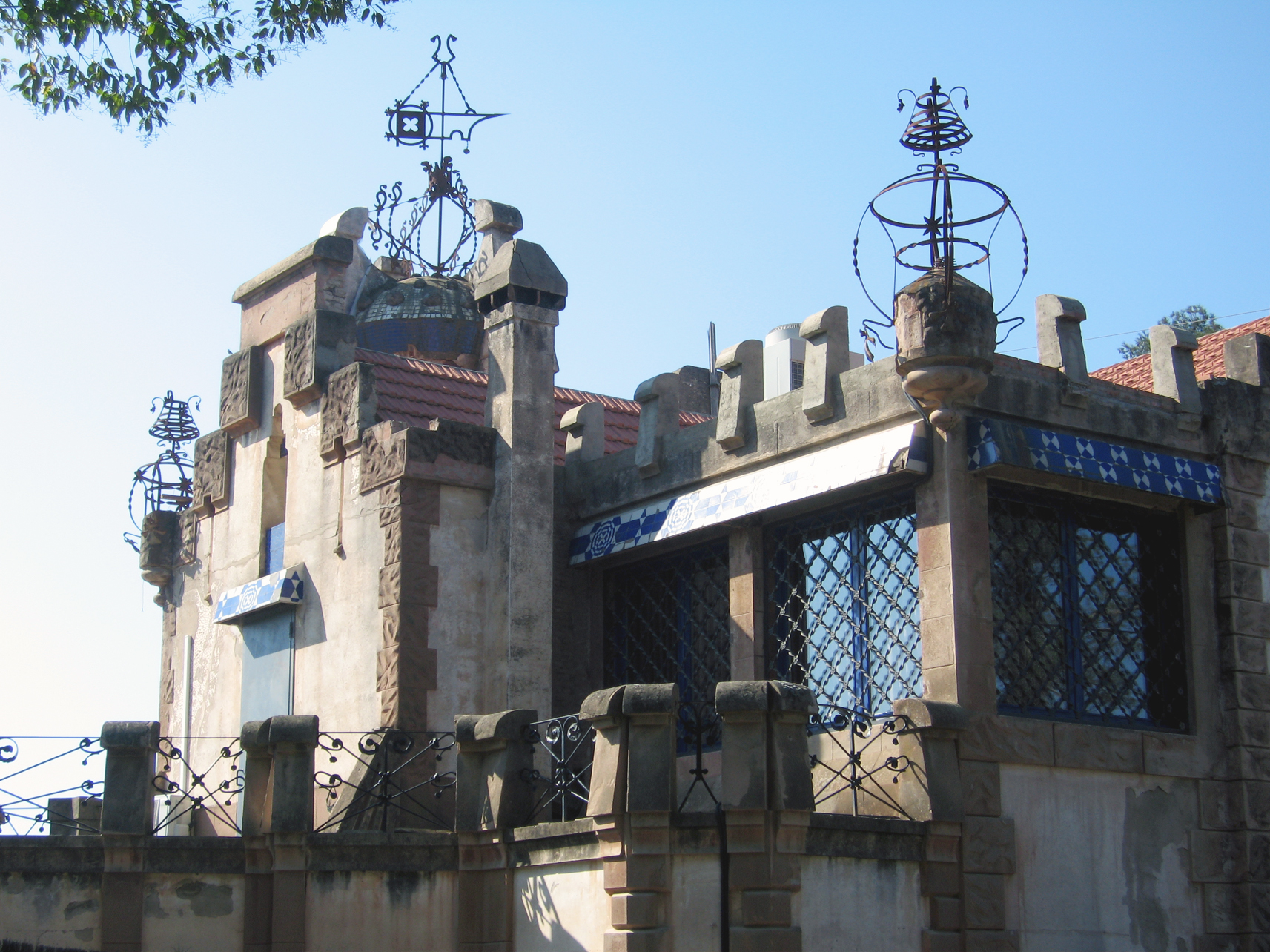
Parte de la fachada lateral de la casa Lluch.

La casa Lluch o casa Vasconcel es una torre modernista ubicada el interior del bosque de Collserola, en el término municipal de San Cugat del Vallés (Barcelona), que fue proyectada el año 1906 por el arquitecto Eduard Maria Balcells i Buigas, de Barcelona. Junto con la casa Armet y la Bodega Cooperativa suponen las obras modernistas más destacadas del municipio de San Cugat del Vallés.
El edificio, que se encuentra situado al mismo principio de la carretera de la Rabassada (que va desde San Cugat hasta Barcelona), en una zona boscosa ubicada al pie de la sierra de Collserola, fue planificado y construido como una finca de veraneo para la familia Lluch, la que años después lo vendió a Robert Chauveau Vasconcel, un escultor francés que fue amigo y discípulo de Auguste Rodin, quien hizo nuevas ampliaciones en la casa, ampliaciones que fueron encargadas al mismo arquitecto del proyecto inicial, Eduard Maria Balcells i Buigas y que se hicieron con motivo de la instalación en la casa de la fábrica de los productos de belleza Vasconcel, que dirigía el mismo escultor junto con sus sobrinas Emelina y Solange Chauveau. El marido de esta última, Ramón Negre Bas, compró la propiedad que siguió perteneciendo a la familia hasta el año 2000.
Se trata de una de las primeras obras de Balcells, que había obtenido el título de arquitecto justamente el año anterior. El edificio, que con merletas y ventanas de aspecto gótico parece haberse inspirado en un castillo, presenta claras influencias de procedencia europea, especialmente del movimiento de la Secesión de Viena. La fachada combina falsos cuadrados de mortero rojo con estuco blanco y cerámicas azuladas. Hay igualmente diferentes trabajos de forjado de hierro, que realzan el resto de elementos arquitectónicos del conjunto.